# Byggindustri

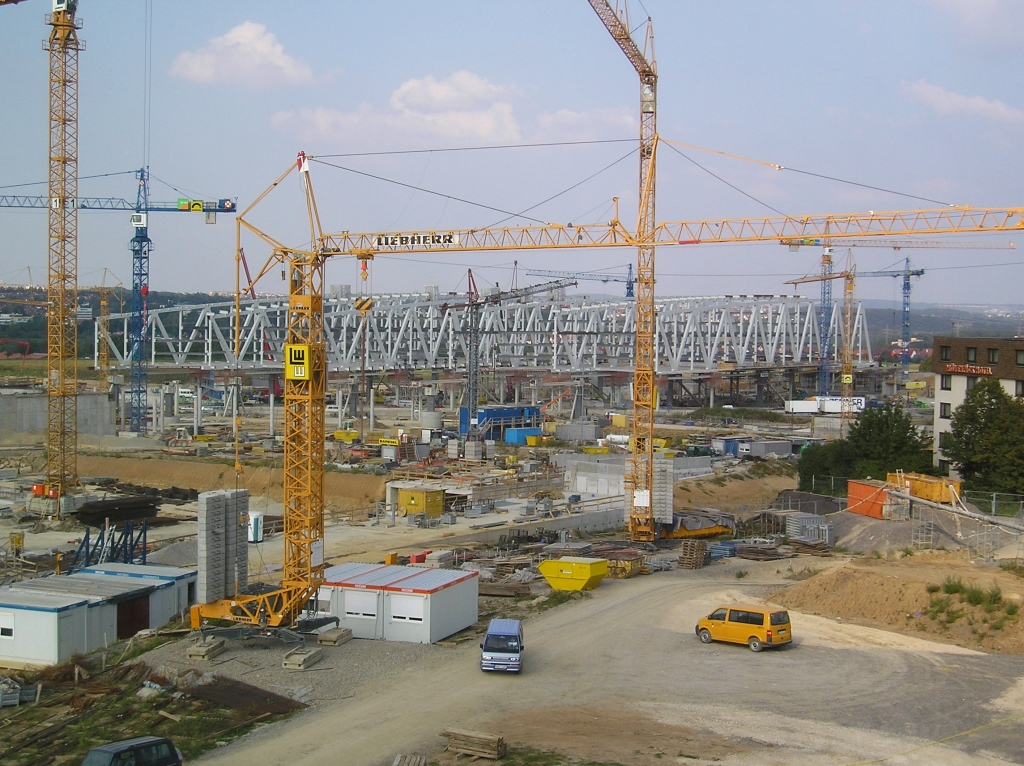
En större byggarbetsplats.

Byggindustri är en industrigren som innefattar verksamhet inom byggande och kan sammanfattas med byggföretag som tillverkar hel- eller halvfabrikat eller uppför kommersiella eller icke-kommersiella fastigheter.
Ett byggföretag är ett företag som huvudsakligen ägnar sig åt byggnadsverksamhet, för egen (egen regi) eller för andras räkning (entreprenadarbete).

## Entreprenadformer
- Delad entreprenad, beställaren anlitar olika entreprenörer, vanligt före 1960.
- Generalentreprenad, beställare anlitar en byggentreprenör som i sin tur anlitar underentreprenörer.
- Samordnad generalentreprenad, upphandling med flera sidoentreprenörer sedan tar byggentreprenör över under produktion, likt generalentreprenad.
- Totalentreprenad, en entreprenör ansvarar för projektering och byggande.
- Utförandeentreprenad, beställaren ansvarar för projekteringen och entreprenören för byggande.
- Construction Management, CM, vanligt i USA och England där arkitekt och konsulter gör ett förslag, byggherre beslutar om CM-företaget får gå vidare med projekt.
- BOT-projekt, entreprenören som ansvarar för uppdraget projekterar, bygger och finansierar och driver anläggning under ett par år. Intäkter ska sedan täcka driftkostnader.